# Samochód pancerny wz. 34

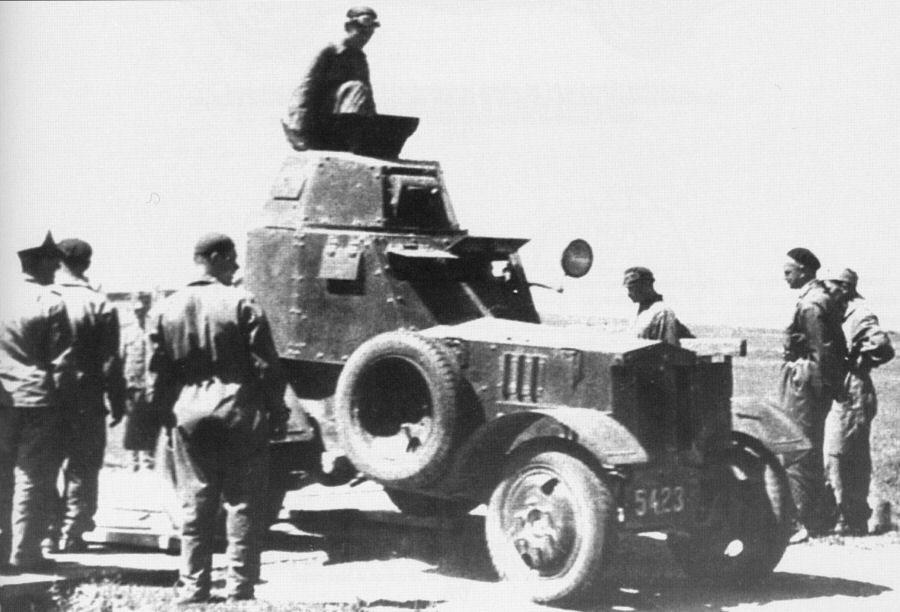
Próby pierwszego prototypu samochodu wz. 34, lato 1934 roku

Samochód pancerny wz. 34 – lekki samochód pancerny produkcji polskiej z okresu dwudziestolecia międzywojennego. Był to podstawowy sprzęt Wojska Polskiego tej kategorii w kampanii wrześniowej.

## Historia konstrukcji
Po odzyskaniu przez Polskę niepodległości w roku 1918 w tworzonym Wojsku Polskim rozpoczęto organizowanie oddziałów samochodowych uzbrojonych m.in. w samochody pancerne. Początkowo wykorzystywano pojazdy pozostawione przez zaborców oraz zdobyte w czasie walk o granice. Ponadto zakupiono we Francji niewielkie partie samochodów Peugeot.
W połowie lat 20. XX wieku postanowiono opracować lub pozyskać za granicą nowe samochody pancerne, które zastąpiłyby w Wojsku Polskim starsze konstrukcje. Początkowo, w roku 1925, planowano zbudować własne samochody pancerne w oparciu o sprowadzone do Polski w latach 1924-1925 podwozia Citroën-Kegresse B-10CV. Projekt opancerzenia podwozi opracował inż. Robert Gabeau z Biura Konstrukcyjnego Wojskowego Instytutu Badań Inżynierii (BK WIBI) przy współpracy z inż. Józefem Chacińskim z Centralnych Warsztatów Samochodowych (CWS). Dwa prototypowe samochody zbudowano w roku 1925. Wzięły one udział w ćwiczeniach na Wołyniu odbywających się we wrześniu tego samego roku. Na podstawie zdobytych doświadczeń Komitet do Spraw Uzbrojenia i Sprzętu (KSUS) zatwierdził 17 października 1925 roku projekt opancerzenia i polecił zabudowanie według tego wzoru kolejnych 90 podwozi Citroën-Kegresse. Pojawił się jednak zarzut, że podwozia te nie nadają się do tego celu. Zainteresowano się w efekcie projektem włoskiej firmy Ansaldo, która zaproponowała samochód pancerny „Polonia” powstały przez modyfikację ciągników artyleryjskich Pavesi. W styczniu 1926 roku komisja, której przewodniczącym był mjr Romiszowski, dokonała prób porównawczych samochodów firmy Ansaldo z samochodami półgąsienicowymi Citroën-Kegresse. Ostatecznie pozostano przy budowie samochodów pancernych w oparciu o podwozia półgąsienicowe. Z powodu braku pieniędzy przebudowa przebiegała z opóźnieniem i pojazdy oficjalnie przyjęto na wyposażenie Wojska Polskiego dopiero w roku 1928 pod oznaczeniem samochód pancerny wz. 28. Dostawy pojazdów zakończono w roku 1930.
Doświadczenia z użytkowania pojazdów zaowocowały wprowadzeniem w kolejnych budowanych samochodach ulepszeń i zmian konstrukcyjnych. W efekcie samochody kolejnych serii produkcyjnych nieznacznie się różniły od siebie. Pojazdy początkowych serii miały przykładowo przednie koła wyposażone w masywy, później zastąpione ogumieniem pneumatycznym
W pierwszych latach służby w Wojsku Polskim ujawniły się podstawowe wady samochodów pancernych wz. 28. Wbrew początkowym założeniom, napęd półgąsienicowy nie miał lepszych zdolności do pokonywania terenu niż kołowy. Za to osiągalna prędkość maksymalna była o wiele niższa, a mechanizm gąsienicowy wymagał stosunkowo częstych przeglądów i obsługi.
Wobec tego postanowiono posiadane samochody wz. 28 poddać modernizacji, polegającej na przebudowie na pojazdy kołowe. Odpowiedni projekt opracowano w latach 1933-1934 w BK Broni Pancernych WIBI (po rozwiązaniu BK Br Panc WIBI w roku 1934, prace kontynuowano w Biurze Badań Technicznych Broni Pancernych – BBT Br Panc.).
Przy modyfikacji postanowiono wykorzystać podzespoły pochodzące z samochodu ciężarowego Polski Fiat 614, produkowanego na licencji zakupionej we Włoszech w roku 1931. Projekt przebudowy ukończono na początku 1934 roku i wkrótce przebudowano jeden samochód. Jego próby trwały od 30 marca do końca lipca 1934 roku. Obejmowały one m.in. testy trakcyjne po piaszczystych i błotnistych drogach Puszczy Kampinoskiej, a także próby porównawcze zmodernizowanego pojazdu z oryginalnym samochodem wz. 28. Wykazały one m.in. konieczność zastosowania specjalnych gąsienic przeciwślizgowych na tylnych kołach. Po dokonaniu niezbędnych poprawek samochód uczestniczył w rajdzie doświadczalnym na trasie Warszawa-Zambrów-Grodno-Nieśwież-Brześć-Warszawa. Pozytywne wyniki prób spowodowały, że nakazano przebudowę dalszych 11 pojazdów. Prace przeprowadzono w 3 Batalionie Czołgów i Samochodów Pancernych w listopadzie 1934 roku i następnie całą serię doświadczalną przekazano do Kierownictwa Zaopatrzenia Broni Pancernych. Decyzją gen. Tadeusza Kasprzyckiego z 14 czerwca 1935 roku, przebudowany model samochodu został zatwierdzony i przyjęty na wyposażenie Wojska Polskiego pod oznaczeniem samochód pancerny wz. 34. Następnie powieloną dokumentację przesłano do warsztatów garnizonowych i jednostek, gdzie we własnym zakresie dokonano przebudowy pozostałych samochodów wz. 28.
Przebudowa pojazdów odbywała się stopniowo w latach 1934-1938. Podczas tej modernizacji wykorzystano różne odmiany typowych podzespołów, co spowodowało, że powstały trzy różne odmiany samochodów (oznaczane kolejno: wz. 34, wz. 34-I oraz wz. 34-II). Ogółem powstało ok. 90 samochodów tego typu, z czego ok. 30 w wariancie wz. 34, 24 w wersji wz. 34-I oraz 36 wz. 34-II.

## Opis techniczny

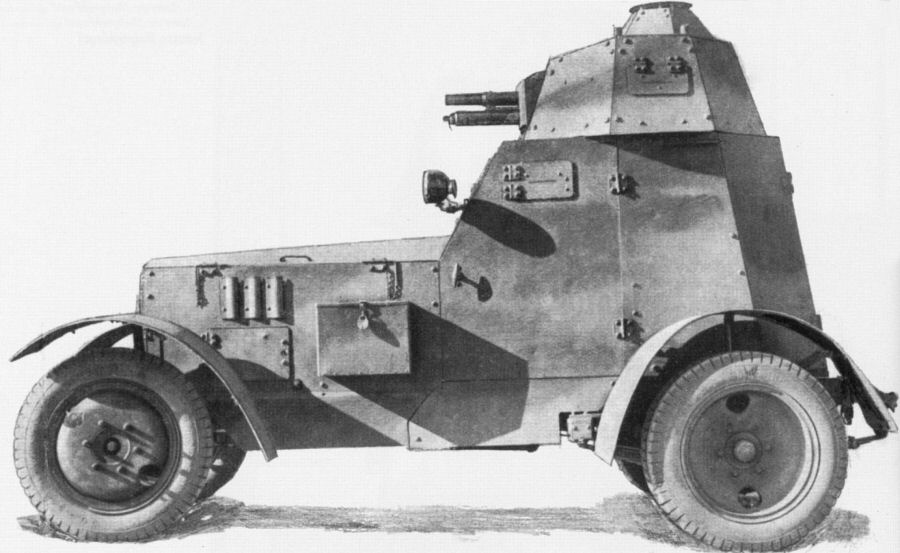
Samochód pancerny wz. 34 uzbrojony w działko kal. 37 mm

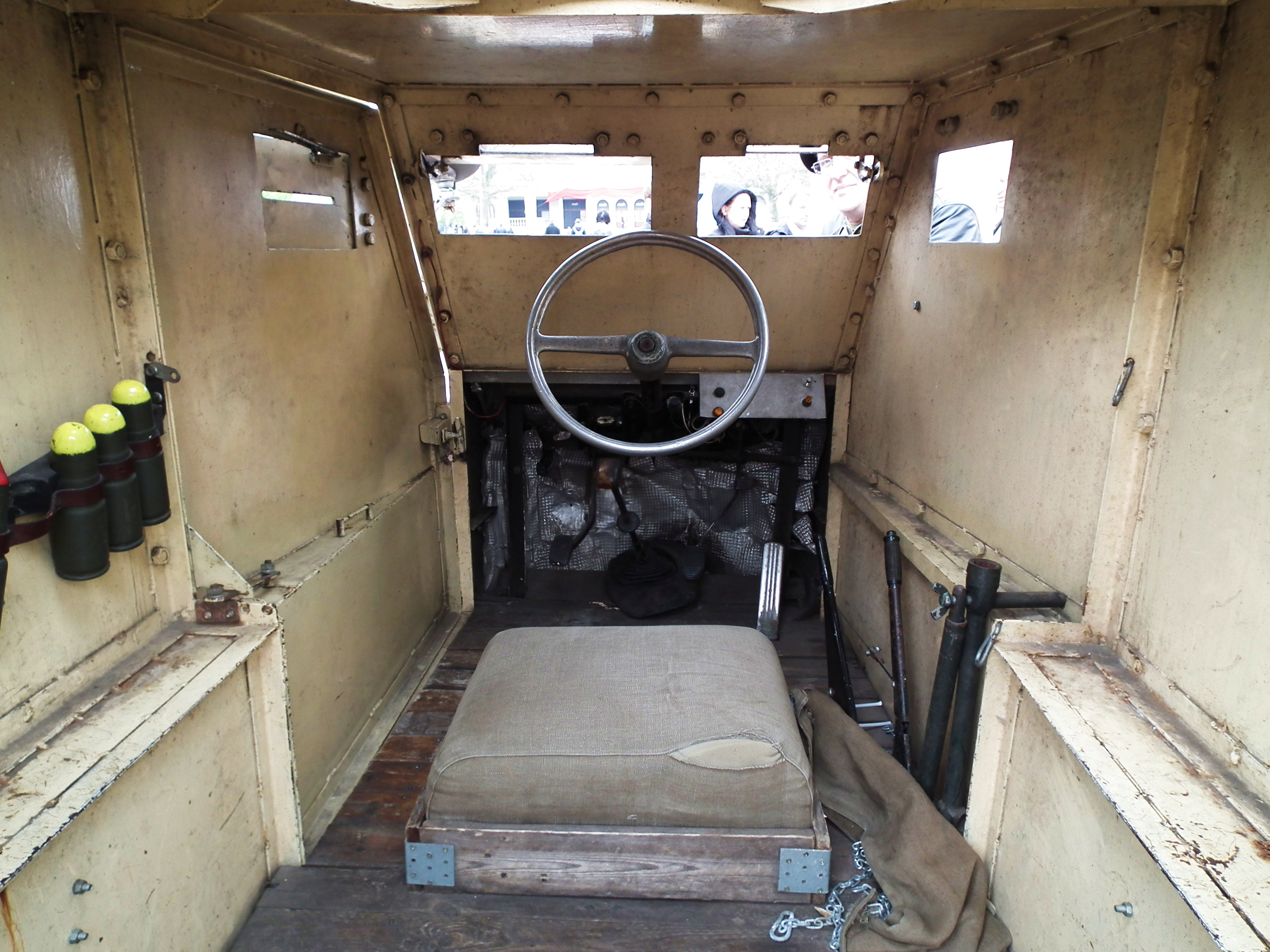
Wnętrze, stanowisko kierowcy

Samochody pancerne wz. 34 powstały poprzez przebudowę samochodów wz. 28, dlatego też konstrukcyjnie pojazdy były sobie bliskie.
Samochód wz. 34 miał długość 3620–3750 mm, szerokość ok. 1910 mm oraz wysokość ok. 2200 mm. Masa pojazdu to 2,1-2,2 t. Zależnie od odmiany wyposażony był w jeden z trzech silników. Prędkość maksymalna wynosiła ok. 50 km/h, zużycie paliwa po drodze – 22-23 l/100 km, zaś w terenie – ok. 40 l/100 km. Uzbrojenie w postaci karabinu maszynowego lub działka umieszczono w obrotowej wieży. W odróżnieniu od samochodów pancernych wz. 28, które były obsługiwane przez trzech żołnierzy, załogi samochodów wz. 34 zostały zredukowane do dwóch osób: kierowcy oraz dowódcy-strzelca.
Ogółem powstały trzy odmiany samochodu pancernego wz. 34 różniące się rodzajem zastosowanego silnika oraz tylnego mostu:
- Samochód pancerny wz. 34 – pierwsza odmiana. Zachowano oryginalny silnik Citroën B-14 (o pojemności 1452 cm³ i mocy 14 KM przy 2100 obr./min), zmiana polegała tylko na zastąpieniu mechanizmu gąsienicowego mostem pochodzącym z samochodu Fiat 614.
- Samochód pancerny wz. 34-I – mechanizm gąsienicowy zastąpiono takim samym mostem jak w przypadku odmiany wz. 34. Wymianie uległ także silnik. Zastosowano nowy silnik Polski Fiat 108 (o pojemności 995 cm³ i mocy 23 KM przy 3600 obr./min) pochodzący z samochodu osobowego Polski Fiat 508.
- Samochód pancerny wz. 34-II – najnowocześniejsza odmiana charakteryzująca się zastosowaniem wzmocnionego silnika Polski Fiat 108-III (o pojemności 995 cm³ i mocy 25 KM przy 3600 obr./min). Ponadto pojazdy miały tylny most nowszej produkcji pochodzący z samochodu Polski Fiat 618. Zastosowano także kilka dalszych usprawnień w postaci m.in. kompletnej instalacji elektrycznej oraz hamulców hydraulicznych.

W zestawieniach często wersje wz. 34-I oraz wz. 34-II wykazywane były razem jako wz. 34-II.
Moment obrotowy silnika był przenoszony do skrzyni przekładniowej mechanicznej przez sprzęgło jednotarczowe, suche. Skrzynia przekładniowa w odmianie wz. 34 miała trzy biegi, zaś w wariantach wz. 34-I oraz wz. 34-II – cztery. Moment obrotowy ze skrzyni przekazywany był za pomocą wału przegubowego z mechanizmem różnicowym do mostu tylnego i następnie do kół tylnych.
Rama samochodu miała kształt prostokąta. Wykonana była z blachy stalowej o grubości 4 mm i składała się z dwóch podłużnic oraz sześciu poprzecznic. Na ramie montowano silnik, zespół przeniesienia napędu, zespoły podwozia oraz nadwozie. Oś przednia wykonana była ze stali chromoniklowej o przekroju dwuteowym. Drgania osi przedniej tłumiły dwuramienne amortyzatory tarciowe, cierne. Tylny most zawieszony był na ramie za pomocą dwóch płaskich resorów półeliptycznych. Oś tylna nie była wyposażona w urządzenia tłumiące drgania.
Na ramie pojazdu ustawiony był kadłub. Występowały dwa jego warianty: z tylną płytą pancerza skośną lub prostą. Kadłub wykonano z płyt walcowanych ze stali chromoniklowej, utwardzanych powierzchniowo przez cementowanie (nawęglanie). Płyty miały grubość od 6 do 8 mm. Łączone były ze sobą za pomocą kątowników, śrub i nitów. W kadłubie wycięto kilka otworów służących do obserwacji oraz wentylacji wnętrza. Zamykane były one pokrywami umocowanymi na zawiasach. Największy otwór obserwacyjny, przeznaczony dla kierowcy, znajdował się z lewej strony przedniej ściany pojazdu. Otwór ten osłaniano pokrywą ze szczelinami obserwacyjnymi. Na lewej, bocznej ścianie kadłuba umieszczone były drzwi dla kierowcy. W drzwiach wycięty był otwór obserwacyjny zasłaniany pokrywą ze szczeliną obserwacyjną. Drugie drzwi znajdowały się w tylnej płycie kadłuba. Korzystał z nich dowódca-strzelec. Drzwi kierowcy oraz dowódcy zamykane były od wewnątrz. Kadłub samochodu pancernego wz. 34 nie miał żadnego opancerzenia od dołu. W przedziale bojowym podłoga wykonana była z drewnianych desek ułożonych bezpośrednio na ramie. Takie rozwiązanie powodowało, że ewentualny wybuch granatu ręcznego pod pojazdem mógł spowodować uszkodzenie wielu mechanizmów, pożar, a nawet śmiertelne ranienie załogi. Ponadto brak szczelnej podłogi znacznie ograniczał możliwości pokonywania przeszkód wodnych.
Kadłub samochodu wz. 34 nie był gazoszczelny, dlatego też załoga wyposażona była w maski przeciwgazowe. Podczas walki przewietrzenie wnętrza  zapewniał tzw. kaptur umieszczony na wierzchu wieży. W warunkach niebojowych otwierano go na boki, zaś w warunkach bojowych powietrze dostawało się przez szczeliny umieszczone przy jego pułapie.
W płytach osłaniających silnik zostały umieszczone otwory wentylacyjne oraz służące do regulacji i przeglądów. Dostęp do silnika umożliwiały także ruchome górne płyty. Ponadto przed chłodnicą umieszczone zostały dwuskrzydłowe pokrywy. Otwierał je kierowca za pomocą dźwigni i cięgieł.
Wnętrze kadłuba pojazdu było podzielone na dwa przedziały: silnikowy oraz bojowy, oddzielone od siebie przegrodą. W przedziale silnikowym znajdował się silnik oraz niektóre urządzenia jego układów. Za przegrodą umieszczono zbiornik paliwa, urządzenia kierowania i sterowania samochodem.  W przedziale bojowym znajdowały się miejsca kierowcy oraz dowódcy-strzelca. W przedniej części przedziału znajdowało się siedzenie kierowcy, bez oparcia. W razie potrzeby rolę oparcia spełniał parciany pas montowany do boków kadłuba. Miejsce dowódcy znajdowało się w tylnej części przedziału. W czasie przemarszów siedział on na składanej ławeczce przymocowanej do lewej ścianki kadłuba. Natomiast w czasie strzelania siedział na pasie parcianym przymocowanym do specjalnych uchwytów umiejscowionych na dole bocznych ścian wieży.
Nad przedziałem załogi znajdowała się obrotowa wieża z uzbrojeniem. Wieża ustawiona była na łożysku kulkowym o dużej średnicy w taki sposób, że można było ją swobodnie obracać. Unieruchamiana była za pomocą specjalnego zacisku. Płyty pancerne wieży łączone były analogicznie jak w przypadku kadłuba. W pokrywie wieży znajdował się sześciokątny otwór nakryty dwiema odchylanymi na bok pokrywami w kształcie „hełmu” (tzw. „kaptur”). Po otwarciu pokryw możliwa była obserwacja. Ponadto w pokrywie wieży umieszczono 3-4 otwory przeznaczone do umieszczenia w nich chorągiewek Słupskiego. W przedniej ściance wieży znajdowało się jarzmo dla karabinu maszynowego lub działka.
Mechanizm kierowniczy składał się z kierownicy, kolumny, mechanizmu ślimakowego, drążka kierowniczego oraz zwrotnic osi przedniej. Skrętne były tylko koła przednie. Hamowanie odbywało się za pomocą dwóch hamulców. W zależności od odmiany samochodu zastosowano różne rozwiązania konstrukcyjne układu hamulcowego. We wz. 34 zastosowano główny hamulec mechaniczny, który działał na bęben umieszczony na wale napędowym, zaś uruchamiany był pedałem nożnym. Hamulec ręczny (również mechaniczny) był używany podczas postoju. Działał on na bębny tylnych kół. W przypadku odmiany wz. 34-II główne hamulce (hydrauliczne) również uruchamiane były pedałem, ale działały na tylne koła. Hamulec ręczny wykorzystywano jako pomocniczy i działał na bęben wału napędowego.
W odmianach wz. 34 oraz wz. 34-I instalacja elektryczna służyła tylko do rozruchu silnika i zasilania reflektora. W nowszej wersji wz. 34-II zastawano bogatsze wyposażenie. Instalacja elektryczna była jednoprzewodowa o napięciu znamionowym 12 V (w starszych odmianach napięcie wynosiło ono 6 V). Źródłem prądu była prądnica Scintilla o mocy 300 W oraz akumulator Tudor ETSp o pojemności 45 Ah. Do odbiorników należały urządzenie zapłonowe, rozrusznik elektryczny o mocy ok. 0,74 kW, reflektor przedni z dwuwłókową żarówką (o mocy 50 W), światło tylne, lampki kontrolne oraz sygnał dźwiękowy. W późniejszym okresie dokonywano przebudowy instalacji elektrycznej w starszych odmianach na wzór zastosowanej w wariancie wz. 34-II.
Na tablicy kontrolnej kierowcy samochodu wz. 34 znajdowało się tylko kilka przyrządów i wskaźników: przycisk rozrusznika elektrycznego, wskaźnik ciśnienia oleju w układzie smarowania, włącznik zapłonu, włącznik świateł, lampka kontrolna włączenia świateł, cięgno ręcznej regulacji „gazu”, włącznik masy oraz 6 bezpieczników. Odmiana wz. 34-II miała nieco bogatszą tablicę kontrolną. Dodatkowo wyposażona była w licznik kilometrów, szybkościomierz, cięgło „ssania”, lampy kontrolne ładowania akumulatorów oraz lampy oświetlające tablicę.
We wszystkich odmianach samochodu pancernego wz. 34 zastosowano koła typowe dla samochodów ciężarowych Polski Fiat 614 i 618. Były to koła tarczowe, z ogumieniem pneumatycznym Stomil o rozmiarach 30 x 5. Z tyłu samochód posiadał po dwa koła bliźniacze. Pojazd wyposażono w jedno koło zapasowe, mocowane na zewnątrz kadłuba, na prawej burcie.
Samochody pancerne wz. 34 występowały w dwóch odmianach uzbrojenia. Większość (ok. 60 egzemplarzy) uzbrojona była w ciężki karabin maszynowy wz. 25 „Hotchkiss”. Karabin umieszczony był w jarzmie kulistym wz. 35 (do 1935 roku wykorzystywano jarzmo prostokątne). Zapas amunicji wynosił 2000 nabojów, które przewożone były w skrzynkach w przedziale bojowym.
Pozostałe samochody (ok. 30 pojazdów) uzbrojone były w działko Puteaux SA 18 kal. 37 mm. Umieszczone było ono w jarzmie prostokątnym konstrukcji francuskiej typu Puteaux, które używane było także w czołgach FT-17. Zapas amunicji do działka wynosił 96-100 naboi. Przyrządem celowniczym była powiększająca półtorakrotnie lunetka wz. 29.
Na wyposażeniu pojazdu znajdowały się: płachta brezentowa do okrywania pojazdu, gaśnica, pompa do pompowania kół, narzędzia saperskie (łopata, kilofy, wyposażenie do holowania), a także łańcuchy przeciwślizgowe. Płachtę, gaśnicę oraz pompę przewożono wewnątrz wozu, zaś narzędzia saperskie i łańcuchy umieszczone były na zewnątrz kadłuba. Często zamiast łańcuchów stosowano ostrogi gąsienicowe, nakładane na tylne koła. Ostrogi te przy normalnej jeździe przewożone były na tylnych błotnikach.

## Porównanie danych technicznych samochodów pancernych wz. 28 i wz. 34
|                            | Wz. 28      | Wz. 34                                                 | Wz. 34-II                        |
| -------------------------- | ----------- | ------------------------------------------------------ | -------------------------------- |
| Załoga                     | 3 żołnierzy | 2 żołnierzy                                            | 2 żołnierzy                      |
| Masa [t]                   | 2-2,3       | 2,1 (wóz z karabinem maszynowym) 2,2 (wóz z działkiem) | 2,4                              |
| Długość [mm]               | 3430-3500   | 3620                                                   | 3750                             |
| Szerokość [mm]             | 1350-1400   | 1910                                                   | 1950                             |
| Wysokość [mm]              | 2100-2200   | 2200                                                   | 2200                             |
| Rozstaw osi [mm]           | –           | 257                                                    | 240                              |
| Prześwit [mm]              | 280         | 250                                                    | 230                              |
| Prędkość maksymalna [km/h] | 22-28       | 55                                                     | 50                               |
| Zasięg [km]                | do 275      | 250/150 (po drodze/po bezdrożach)                      | 180/90 (po drodze/po bezdrożach) |
| Pojemność zb. Paliwa [l]   | 42+17       | 55                                                     | 40                               |

Źródła: , .

## Użytkownicy i zastosowanie bojowe

### Samochody wz. 34 w Wojsku Polskim

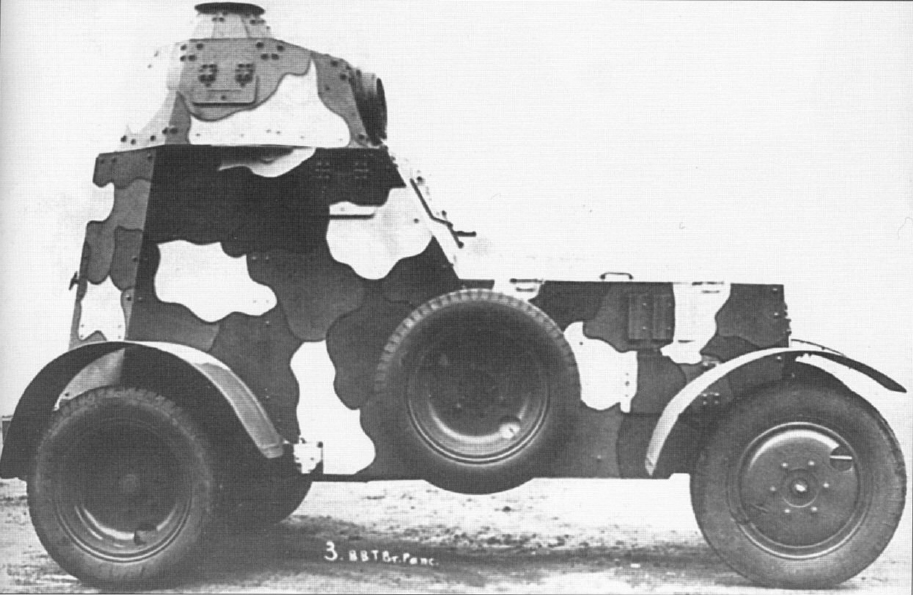
Samochód wz. 34 we wczesnym kamuflażu (tzw. "kamuflaż japoński")

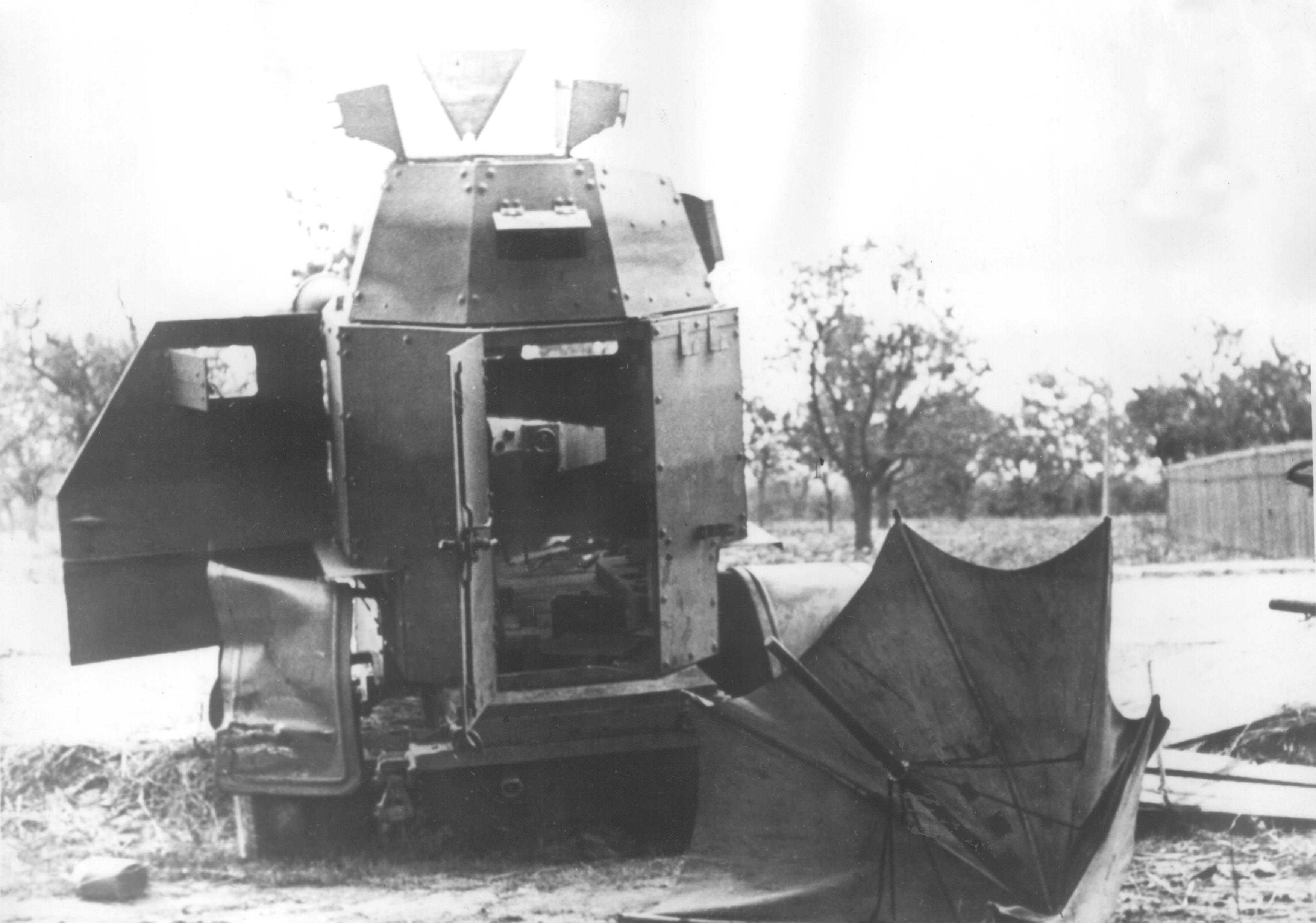
Zniszczony samochód pancerny wz. 34 na Saskiej Kępie w Warszawie, wrzesień 1939 roku

W latach 30. XX wieku samochody pancerne w Wojsku Polskim były podporządkowane broni pancernej. W połowie lat 30. XX wieku dotychczasowe bataliony czołgów i samochodów pancernych przeformowano w bataliony pancerne. Rozkazem Dowództwa Broni Pancernych z 2 kwietnia 1936, drugie kompanie czołgów rozpoznawczych w niektórych batalionach pancernych zostały przeformowane w szwadrony pancerne, a następnie stopniowo uzbrajane w samochody pancerne wz. 34 (w miarę przebudowy kolejnych pojazdów). Wyjątkiem był szwadron 11 batalionu pancernego, który otrzymał samochody wz. 29.
Początkowo samochody pancerne wz. 34 malowano w zgodnie z przepisami malowania ochronnego wprowadzonymi w końcu 1932 roku. Pojazdy malowane były w dość duże, nieregularne, jaskrawe plamy koloru piaskowożółtego, ciemnozielonego oraz ciemnobrązowego, poprzedzielane wąskimi obwódkami koloru czarnego. Wozy znajdujące się w składniach jako zapas mobilizacyjny często były malowane na jednolity kolor (zielony).
W 1936 roku wprowadzono nowy sposób malowania ochronnego. Plamy w kolorach szaropiaskowym, oliwkowozielonym oraz ciemnobrązowym (czekoladowym) były podłużne (poziome) o długości 80–150 cm i wysokości 30–60 cm. Przejścia pomiędzy plamami były łagodne, co osiągnięto dzięki malowaniu pistoletem natryskowym. Wystające części pojazdu malowano plamami ciemnymi, zaś zacienione – jasnymi. Ten sposób malowania obowiązywał we wrześniu 1939 roku.
Pierwsze samochody wz. 34, tak jak wcześniejsze wz. 28, na bocznych płytach kadłuba miały namalowane jako znak rozpoznawczy biało-czerwone tarcze. Malowania tarcz na samochodach pancernych zaniechano na początku lat 30. XX wieku. W okresie międzywojennym stosowano także oznakowanie taktyczne w postaci tarcz blaszanych o określonym kolorze i kształcie. Przytwierdzano je z przodu, a czasem także i z boku samochodu. Na fotografiach z września 1939 roku samochody pancerne nie mają już tych znaków.
W 1939 roku, zgodnie z planem mobilizacyjnym „W”, sformowano dziesięć szwadronów samochodów pancernych uzbrojonych w pojazdy wzór 1934. Szwadrony były pancernymi pododdziałami rozpoznawczymi brygad kawalerii. Jednostkami mobilizującymi były bataliony pancerne::
- szwadron samochodów pancernych nr 91 sformowany w marcu przez 4 Batalion Pancerny w Brześciu dla Nowogródzkiej Brygady Kawalerii (Armia „Modlin”),
- szwadron samochodów pancernych nr 71 sformowany w sierpniu przez 1 Batalion Pancerny w Poznaniu dla Wielkopolskiej Brygady Kawalerii (Armia „Poznań”),
- szwadron samochodów pancernych nr 51 sformowany w sierpniu przez 5 Batalion Pancerny w Krakowie dla Krakowskiej Brygady Kawalerii (Armia „Kraków”),
- szwadron samochodów pancernych nr 31 sformowany w sierpniu przez 7 Batalion Pancerny w Grodnie dla Suwalskiej Brygady Kawalerii (SGO „Narew”),
- szwadron samochodów pancernych nr 32 sformowany w sierpniu przez 7 Batalion Pancerny w Grodnie dla Podlaskiej Brygady Kawalerii (SGO „Narew”),
- szwadron samochodów pancernych nr 33 sformowany w sierpniu przez 7 Batalion Pancerny w Grodnie dla Wileńskiej Brygady Kawalerii (Armia „Prusy”),
- szwadron samochodów pancernych nr 81 sformowany w sierpniu przez 8 Batalion Pancerny w Bydgoszczy dla Pomorskiej Brygady Kawalerii (Armia „Pomorze”),
- szwadron samochodów pancernych nr 61 sformowany w sierpniu przez 6 Batalion Pancerny we Lwowie dla Kresowej Brygady Kawalerii (Armia „Łódź”),
- szwadron samochodów pancernych nr 62 sformowany w sierpniu przez 6 Batalion Pancerny we Lwowie dla Podolskiej Brygady Kawalerii (Armia „Poznań”),
- szwadron samochodów pancernych nr 21 sformowany w sierpniu przez 12 Batalion Pancerny w Łucku dla Wołyńskiej Brygady Kawalerii (Armia „Łódź”).

Każdy ze zmobilizowanych szwadronów miał na wyposażeniu 7 samochodów pancernych wz. 34: samochód pancerny pocztu dowódcy (z działkiem) oraz dwa plutony po trzy samochody pancerne (1 z działkiem i dwa z karabinami). Oprócz tego na stanie szwadronu znajdował się samochód osobowy z radiostacją, samochód sztabowy, 4 samochody ciężarowe, 5 motocykli, cysterna na benzynę oraz kuchnia polowa. Dodatkowo samochodem pancernym wz. 34 (uzbrojonym w działko kal. 37 mm) dysponował dowódca dywizjonu.
W pierwszych dniach kampanii wrześniowej samochody pancerne wz. 34 wykorzystywano do walk z dywersantami oraz w potyczkach granicznych. Używano ich również do przeprowadzania kontrataków. W kolejnych dniach samochody wspierały broniących się kawalerzystów, a także prowadziły ogień osłonowy dla wycofujących się jednostek. Dokonywano też kolejnych wypadów zaczepnych. Do 14 września większość samochodów została zniszczona lub porzucona. 27 września pod Krukienicami miało miejsce ostatnie w kampanii wrześniowej starcie z użyciem samochodów pancernych wz. 34. Po zwycięskim boju z Armią Czerwoną ostatnie trzy sprawne samochody pancerne 91 dywizjonu pancernego utknęły w grząskim po ulewie terenie i zostały zniszczone przez załogi.

### Inni użytkownicy
W wyniku kampanii wrześniowej Niemcy zdobyli kilkanaście samochodów wz. 34 w stanie nadającym się do służby. Według niemieckich ocen nie przedstawiały one realnej wartości i nie przyjęto ich do uzbrojenia Wehrmachtu. Mimo tego pewna liczba samochodów po remontach została przemalowana na regulaminowy kolor Panzer Grau i prawdopodobnie trafiły one do oddziałów policji i bezpieczeństwa stacjonujących na terenie Generalnego Gubernatorstwa.
Ponadto w książce „Samochody pancerne Wojska Polskiego 1918-1939” Magnuski zauważa za jugosłowiańskim autorem książki „U służbi otaczynie” (wydanej w latach 70. w Barcelonie), iż w lecie 1941 roku Ustasze otrzymali od Niemców 18 polskich samochodów pancernych. Możliwe, że były to samochody wz. 34. Jednak Janusz Ledwoch w nowszej publikacji („Samochody pancerne wz. 29/wz. 34”) przytacza informację pochodzącą ze źródeł chorwackich o otrzymaniu od Niemców w lecie 1941 r. osiemnastu „tankietek TKS(p) Ursus”. Wobec tego nie ma pewności, czy chodzi o samochody pancerne wz. 34, czy o tankietki TKS.

## Zachowane egzemplarze i repliki
Do czasów współczesnych  nie zachował się żaden egzemplarz samochodu pancernego wz. 34. Jedynymi oryginalnymi pamiątkami po pojazdach są pojedyncze elementy znajdujące się w muzeach (np. Muzeum w Białymstoku znajdują się drzwi kierowcy).
Zbudowano kilka replik samochodu. Pierwszą replikę tego typu zbudował w roku 2001 Leszek Kusiak. Podwozie oparto na podwoziu samochodu GAZ-67, zaś kadłub wykonano na podstawie szczątkowej dokumentacji.

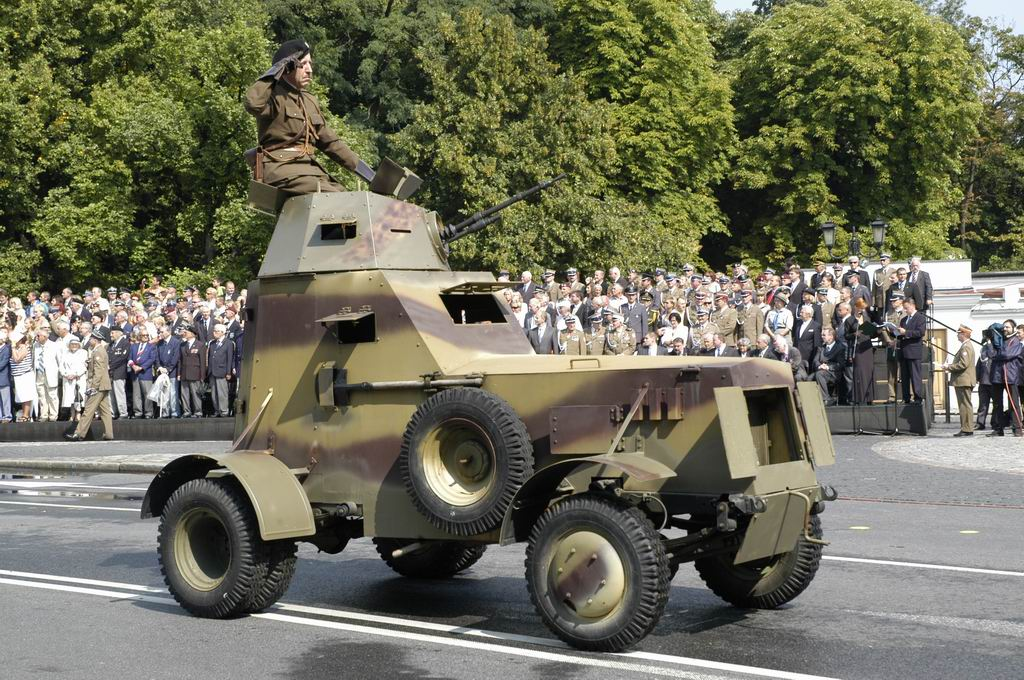
Replika wykonana przez Leszka Kusiaka
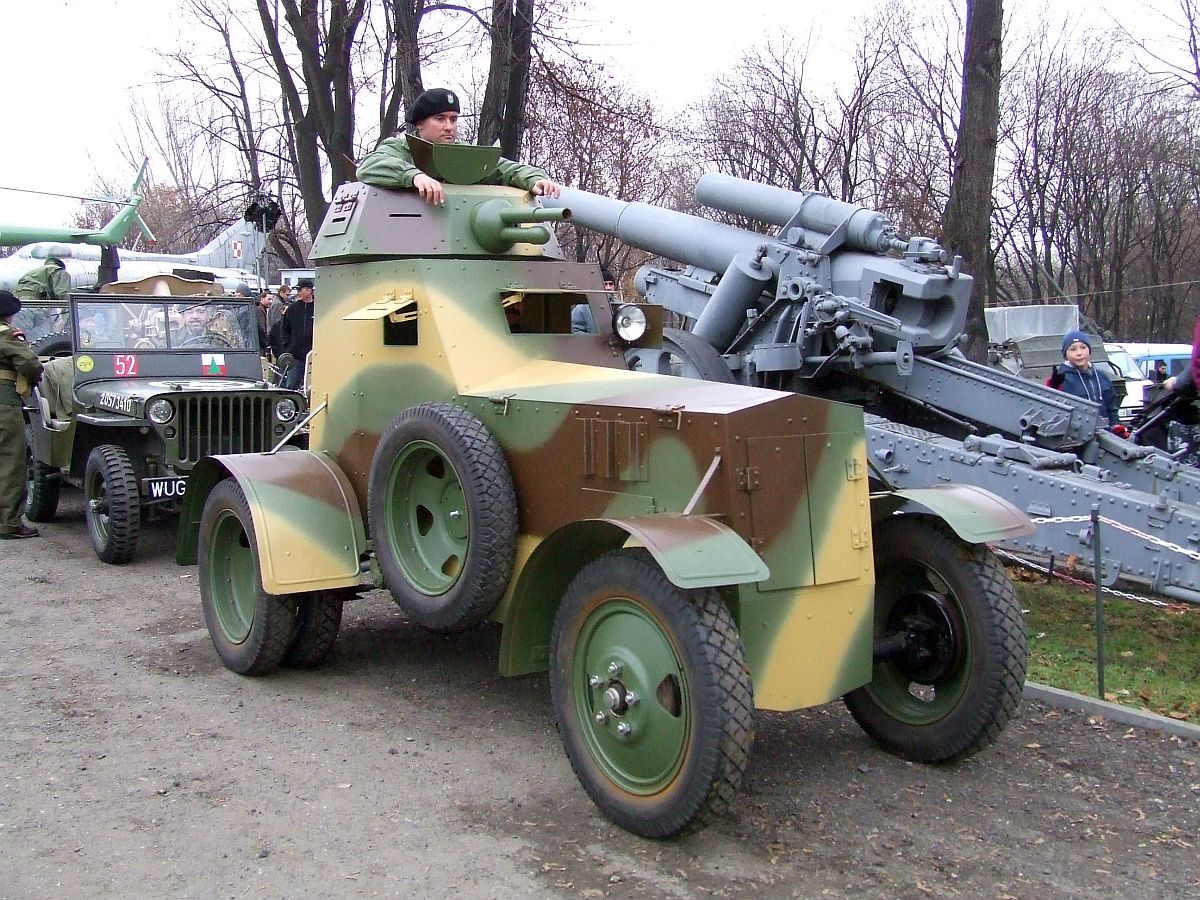
Replika wykonana przez Roberta Tirczakowskiego
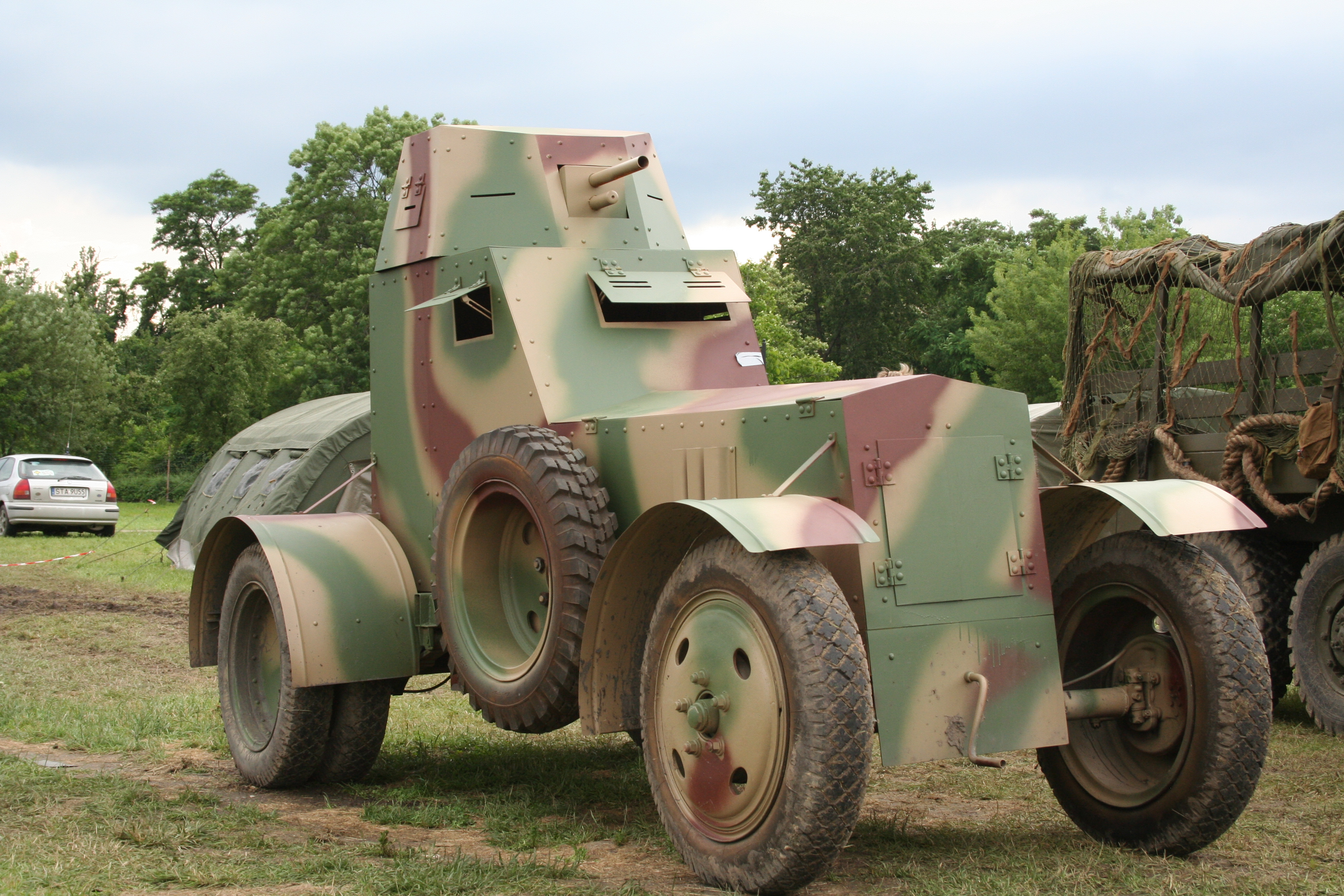
Trzecia replika samochodu wz. 34